# Carl Bertilsson
Carl Adolf Hjalmar Bertilsson (Drängsered, Hylte, Halland, 18 d'octubre de 1889 – Vånga, Kristianstad, Escània, 16 de novembre de 1968) va ser un gimnasta suec que va competir a primers del segle xx.
El 1908 va prendre part en els Jocs Olímpics de Londres, on guanyà la medalla d'or en la prova del concurs complet per equips, com a membre de l'equip suec.